# Ухуру Кеніятта
Угуру Кеніятта (англ. Uhuru Kenyatta, нар. 26 жовтня 1961, Найробі, Британська Східна Африка) — кенійський політичний діяч, Президент Кенії з 2013 до 2022 року, заступник прем'єр-міністра Кенії від 2008 до 2013 року і колишній міністр фінансів країни (2008—2012).
4 березня 2013, за результатами загальних виборів, був обраний президентом Кенії 9 квітня 2013 року Угуру Кеніятта склав присягу президента Кенії.
У серпні 2017 року був вибраний президентом на другий термін, набравши 54 % голосів. Перемогу було формально оголошено на національному телебаченні Головою Незалежної комісії з виборів та кордонів Вафулою Чебукаті. Обіймав посаду до вересня 2022 року.

## Життєпис
Угуру Кеніятта народився в Найробі, столиці майбутньої держави Кенія, в сім'ї революціонера і борця за незалежність країни Джомо Кеніати. Закінчив американський Емгерстський коледж.
У 1997 році почав свою політичну кар'єру, переміг в виборах на посаду керівника регіонального відділення партії «KANU». В цьому ж році він намагався обратись в парламент Кенії від столичного округу, але отримав поразку, після чого деякий час відійшов від політики, зайнявся бізнесом.
А втім президент Кенії Данієль Арап Мої вирішив повернути Ухуру до політики та, скориставшись з його походження, висунути його як свого наступника. У 1999 році він призначив Угуру Кеніятту новим головою Ради з Туризму Кенії, а в жовтні 2001 року він був включений в склад кабінету міністрів, він отримав посаду міністра з питань місцевого самоврядування. Також стрімко він піднімався і в партійній лінії — в березні 2001 року він був обраний одним з чотирьох заступників правлячої партії «KANU».
У 2002 році він був висунутий кандидатом в Президенти Кенії від партії KANU. Діючий президент Данієль Арап Мої хотів безкровно передати владу своєму наступнику. Але в жовтні 2002 року, Угуру отримав поразку від більш досвідченого політика — Мваї Кібакі, який став, у підсумку, третім президентом Кенії.
В результаті поразки на президентських виборах і зміни політичного керівництва Кенії, Кеніятту довелось створити власну, Ліберально-демократичну партію, щоб довести свою самостійність від впливу минулого президента Мої.
Тим не менш, він зберігав своє членство KANU. В кінці січня 2005 року, Угуру Кеніятта переміг Ніколаса Бівотта на виборах голови «KANU», отримавши 2980 голосів серед партійних делегатів проти 622 голосів за Бівотта. В листопаді 2006 року була здійснена спроба змістити його з цієї посади, але вже через місяць Верховний суд Кенії відновив Ухуру Кеніятту на посаді голови KANU. Однак 28 червня 2007 року, Верховний суд Кенії знову почав розгляд справи Кеніятти, він був змушений залишити KANU і вступити в іншу партію.
Був кандидатом на президентських виборах в Кенії 2013 року. 4 березня 2013 року був обраний президентом Кенії, набрав за даними центральної виборчої комісії країни, більш 50 % голосів виборців і переміг свого основного конкурента, діючого прем'єр-міністра країни Раїла Одінга. Раїла Одінґа оскаржив офіційні результати виборів та стверджував про численні порушення. Верховний суд Кенії розглянув скаргу Раїла Одінґа, і одноголосно підтвердив перемогу на президентських виборах Угуру Кеніятти.
Угуру також є власником імперії сімейного бізнесу, який складається з п'ятизіркових готелів, авіакомпаній і комерційного сільського господарства.
Угуру Кеніятта, а також віце-президент Кенії Вільям Руто та кілька інших кенійських політиків звинувачував прокурорами Міжнародного кримінального суду в здійсненні злочинів проти людяності під час політичної кризи в Кенії у 2007—2008 роках, коли внаслідок сутичок загинуло понад 1 тисячу 200 осіб. Суд вважає, що Кеніятта розгорнув в країні кампанію насильства після поразки на виборах та керував діями екстремістів із релігійно-політичного руху «Мунґікі». Однак в грудні 2014 року ці обвинувачення були зняті через відсутність доказів.
1 вересня 2017 р. Верховний суд Кенії скасував результати президентських виборів від 8 серпня 2017 р. за позовом опозиційного кандидата Р.Одінги. Це перший випадок в історії Африки, коли суд скасовує результати президентських виборів. Нові вибори мають відбутися через 60 днів.
26 жовтня 2017 р. відбулись повторні президентські вибори, які бойкотувала опозиція. Кеніята був оголошений переможцем, 28 листопада 2017 р. відбулась церемонія інавгурації Кеніяти на другий президентський термін.
У жовтні 2021 року він був зазначений у скандалі з документами Pandora.

## Цікаві факти
- Угуру є сином Джомо Кеніати — «батька кенійської нації», відомого борця за незалежність Кенії і її першого президента (1964—1978)[10].
- Мати його дружини Маргарет Кеніятти — німкеня.